# Diclorofenol

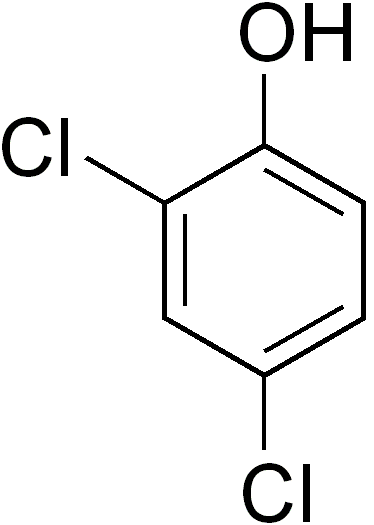
Estrutura química do 2,4-diclorofenol

Diclorofenóis (DCPs, do inglês dichlorophenol) são quaisquer de diversos compostos químicos os quais são derivados de fenol contendo dois átomos de cloro. Existem seis isômeros:
- 2,3-Diclorofenol
- 2,4-Diclorofenol
- 2,5-Diclorofenol
- 2,6-Diclorofenol
- 3,4-Diclorofenol
- 3,5-Diclorofenol

Diclorofenóis são usados como intermediários na produção de compostos químicos mais complexos, incluindo o herbicida comum ácido 2,4-diclorofenoxiacético (2,4-D).